# Sonia Khatun
Mosamat Sonia Khatun (bengalisch মোসাম্মাত সোনিয়া আক্তার, Mōsām'māta Sōniẏā Āktāra; * 10. September 1999) ist eine bangladeschische Schwimmerin.

## Sport
Erste internationale Erfahrungen sammelte sie bei den Kurzbahnweltmeisterschaften 2021 in Abu Dhabi. Sie vertrat Bangladesch bei den Olympischen Sommerspielen 2024 in Paris über 50 m Freistil und schwamm mit einer Zeit von 30,52 s auf Rang 64. Sie fungierte bei der Abschlusszeremonie auch als Fahnenträgerin.
Außerdem nahm sie an den Commonwealth Games 2022 in Birmingham, den Asienspielen 2022 in Hangzhou, den Schwimmweltmeisterschaften 2023 in Fukuoka, und den Schwimmweltmeisterschaften 2024 in Doha teil.